# Feroz Kan Noon
Sir Feroz Kan Noon, pakistanski politik, diplomat, * 1893, † 1970.
Bil je predsednik vlade Pakistana med 1957 in 1958.